# Joan Gonper
Joan Gonper, pseudónimo de José Ángel González Pérez (Ávila, 20 de julio de 1963), es un narrador y editor español.
Aparte de su obra literaria, es colaborador y columnista en diversos medios de comunicación, como el Diario de Ávila, El Adelanto de Salamanca, El Adelanto de Zamora, La Tribuna de Toledo, Diario de Toledo, ABC Castilla-La Mancha -Artes & Letras-, ABC punto radio y RNE. 
En 1997 fundó el Centro de Estudios Literarios y de Arte de Castilla y León. CELYA . Como antólogo ha realizado distintas selecciones de poesía española.

## Obra literaria
Narrativa
- El cuarto de los cuentos (2001); A la luz de la farola (2002); El canto del amor (2003); El Quijote del IV Centenario (2004); Salamanca: Plaza Mayor de Europa (2005); Historia de Salamanca. 125 Aniversario de El Adelanto. 4 Tomos (2009) y El asesino (2019).

Poesía
- Nebulosas para un río (1995); Aldea poética (1997); Cuentos de aquí (1998); Píntalo de verde (1998); El libro de los amigos (1999);Making off (2000); Quinta del 63 (2000); Viento: sombra de voces (2004) yTeoría de la presencia (2005).

Teatro
- Las máscaras de una sonrisa (1996); Sinfonía poética (1997) y Proyecto Espacio Temporal de danza, audiovisual y música en vivo (1998).

Ensayo
- Cortao (1999) y Textos para un milenio (2000).